# 12 Tangos - Pasaje de regreso a Buenos Aires
12 Tangos - Pasaje de regreso a Buenos Aires, también exhibida como 12 Tangos y como 12 Tangos – Adiós Buenos Aires es una película documental coproducción de Alemania y Argentina filmada en colores dirigida por Arne Birkenstock sobre su propio guion que se estrenó el 8 de diciembre de 2005. La coreografía estuvo a cargo de Guillermina Quiroga y la dirección musical es de Luis Borda.

## Sinopsis
A través de la historia de varias personas ligadas al tango que en plena crisis de Argentina migraron a Europa en busca de trabajo, haciendo en dirección opuesta el viaje que sus antepasados habían realizado hacia el Río de Plata, el filme bucea en la historia de Argentina. 

## Reparto
- Roberto Tonet
- Marcela Maiola
- Néstor López
- Lidia Borda
- María de la Fuente
- Jorge Sobral
- Eduardo Borda
- Gabriel Menéndez
- Luis Borda
- Pepe Libertella
- Julio Pane (hijo)
- Pablo Mainetti
- Mauricio Marcelli
- Humberto Ridolfi
- Elisabeth Ridolfi
- Juan Cruz de Urquiza
- Sergio Palestrini
- Nicolás Porley
- Gustavo Hunt
- Martín Pantyrer
- Diego Schissi
- Oscar Giunta
- Diego Pojomowsky
- Marcos Cabezas
- Pablo La Porta
- Las Muñecas

## Comentarios
José María Otero escribió sobre el filme:

”…interesante documental que …gira sobre el universo Tango Argentino desde muchos puntos de vista: la música, la historia, los artistas, la danza, y también la gente y sus acontecimientos recientes, sus dificultades y sus pasiones. Tuvo  éxito especialmente en Alemania y Japón.

Sarah-Mai Dang opinó que el filme se refiere a “El tango como una expresión única para el anhelo y el dolor del amor, pero también para las dificultades sociales, a través de las cuales se produjo por primera vez” y que si bien el director “trata de ilustrar el estado de ánimo actual en Argentina a través del significado del tango, la impresión es que no puede decidir a quién o a qué quiere prestarle atención” y si es obvia la conexión del tango con el movimiento de emigración,  Arne Birkenstock no logra convencer a la idea: oscila demasiado el tango y los protagonistas sin realmente vincularlos.